# Ursy
Ursy (toponimo francese) è un comune svizzero di 3 079 abitanti del Canton Friburgo, nel distretto della Glâne.

## Storia
Il 1º gennaio 2001 ha inglobato i comuni soppressi di Bionnens, Mossel e Vauderens e 1º gennaio 2012 quello di Vuarmarens, che a sua volta aveva inglobato quelli di Morlens (1º gennaio 1991) e di Esmonts (1º gennaio 2006).

## Monumenti e luoghi d'interesse

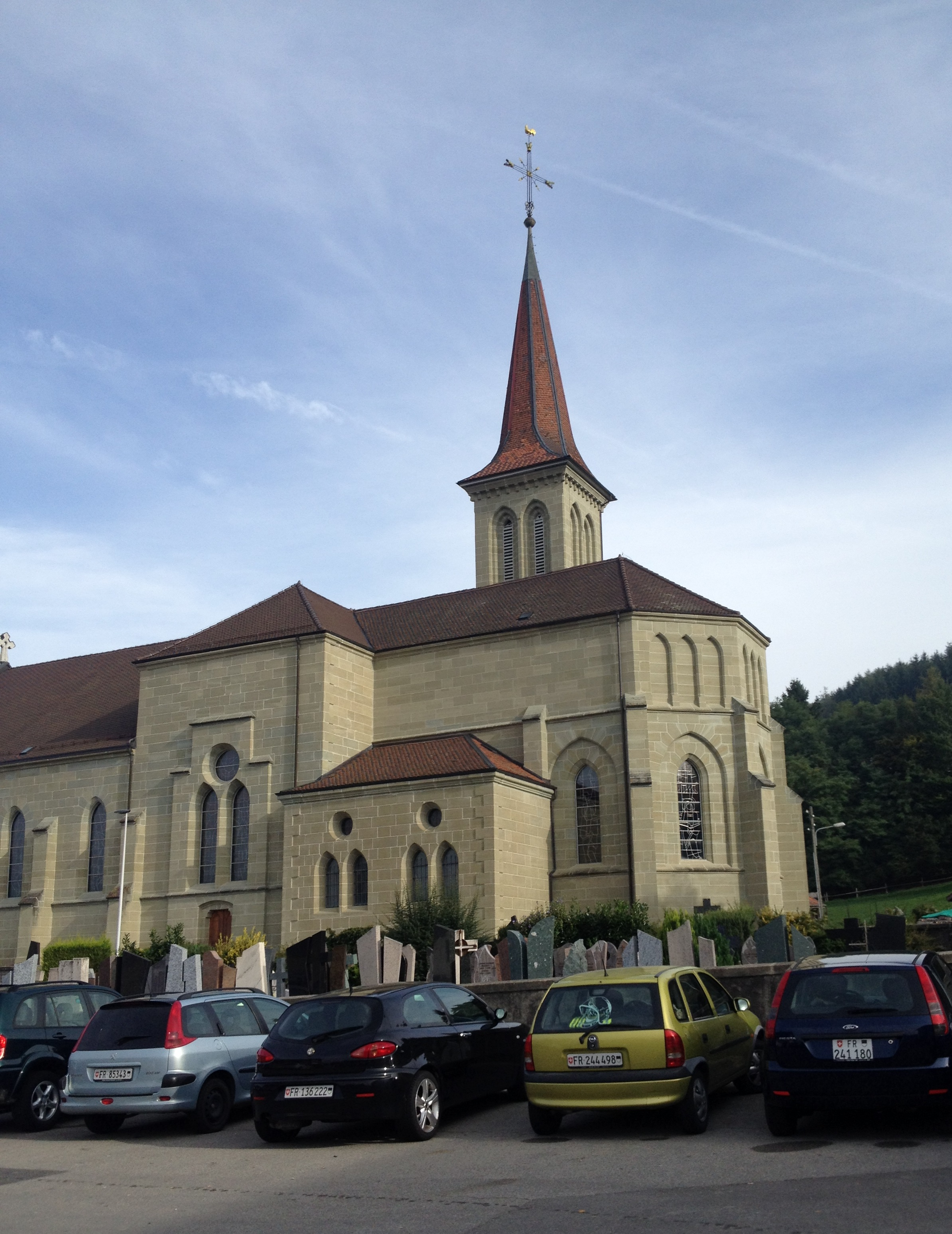
La chiesa cattolica di San Maurizio

- Chiesa cattolica di San Maurizio, eretta nel 1861-1869[1].

## Società

### Evoluzione demografica
L'evoluzione demografica è riportata nella seguente tabella:
Abitanti censiti

## Geografia antropica
Le frazioni di Ursy sono:
- Bionnens[4]
- Esmonts[5]
- Morlens[6]
- Mossel[7]
- Vauderens[8]
- Vuarmarens[9]

## Infrastrutture e trasporti
Ursy è servito dalla stazione di Vauderens sulla ferrovia Berna-Losanna.

## Amministrazione
Ogni famiglia originaria del luogo fa parte del comune patriziale che ha la responsabilità della manutenzione di ogni bene comune.